# Tobias M. Walter
Tobias M. Walter (* 1984 in Leverkusen) ist ein deutscher Schauspieler und Rezitator.

## Leben
Tobias M. Walter wuchs in seinem Geburtsort Leverkusen auf und besuchte das dortige Freiherr-vom-Stein-Gymnasium. Von 2005 bis 2009 absolvierte er eine Schauspielausbildung an der Schauspielschule Siegburg im nordrhein-westfälischen Siegburg. Bei der dort tätigen Theaterpädagogin und Sängerin Ulrike Joannou-Mittag nahm Walter bereits seit 2001 und bis Ende seiner Schauspielausbildung 2009 Unterricht in Stimmbildung und Gesang. Bei Suheyla Ferwer erhielt er Tanztraining und nahm an Tanz-Workshops teil. 2009 belegte er einen Film- und Kameraworkshop bei Bettina Eberhard und Ulrike Schwab. Während seiner Schauspielausbildung in Siegburg war er Mitglied des Ensembles des schuleigenen Privattheaters, der Studiobühne Siegburg.
Nach Abschluss seiner Schauspielausbildung 2009 tourte Walter mit der Konzertdirektion Landgraf durch Deutschland und Österreich und stand in mehreren deutschsprachigen Erstaufführungen auf der Bühne. Seit der Spielzeit 2010/2011 bis heute gehört er zum Schauspielensemble des Hessischen Landestheaters Marburg in Marburg. Außerdem gastiert er regelmäßig bei Gesangsabenden und Lesungen.
Zu seinen Regisseuren zählen unter anderem Hansjörg Betschart, Volker Maria Engel, Lars Reichow, André Rößler, Stephan Suschke und Krzysztof Zanussi. Er spielte unter anderem die Rolle des Marquis von Posa in Don Karlos von Friedrich Schiller (2011), in Aus der Mitte der Gesellschaft von Marc Becker und Mamma Medea von Tom Lanoye (beide 2012), den Koch in Fatzer von Bertolt Brecht (2013) – die Marburger Inszenierung von Stephan Suschke wurde zudem zu den Dritten Mülheimer Fatzer Tagen 2013 nach Mülheim an der Ruhr (Ringlokschuppen) eingeladen –, den Purl Schweitzke in Einige Nachrichten an das All von Wolfram Lotz (2013) und die Hauptrolle des Pferdehändlers Michael Kohlhaas in Heinrich von Kleists Michael Kohlhaas (2013).
Nebenher betreibt Walter Langstreckenleistungssport im Amateurbereich und schreibt darüber auch regelmäßig in seinem eigenen Blog Bleibt alles anders, den er seit 2003 betreibt und in dem er sich neben verschiedenen Blogbeiträgen und Kommentierungen auch mit der von ihm so bezeichneten „Pragmatismuspoesie“ beschäftigt. Zudem schreibt er Lyrik und veröffentlichte 2010 eine Auswahl seiner Gedichte.
Tobias M. Walter lebt in Marburg und Köln.

## Werke
- Herz auf Heimat. Gedichte 2009 & 2010. 2. Auflage. Books on Demand, Norderstedt 2011, ISBN 978-3842346796 (Auszug bei Google Books).